# Урда
Урда (ісп. Urda) — муніципалітет в Іспанії, у складі автономної спільноти Кастилія-Ла-Манча, у провінції Толедо. Населення — 3073 особи (2010).
Муніципалітет розташований на відстані близько 110 км на південь від Мадрида, 55 км на південний схід від Толедо.

## Демографія
Динаміка населення (INE ):

## Галерея зображень

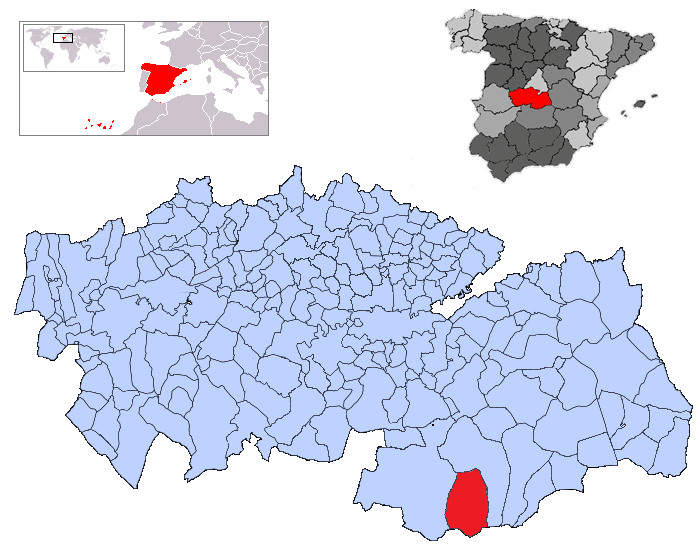
Розташування муніципалітету у провінції Толедо